# 新市场广场 (弗罗茨瓦夫)
新市场广场（波兰语：plac Nowy Targ；德语：Neumarkt）是弗罗茨瓦夫的一个广场。它是老城三大历史广场之一，另外两个是盐市广场和中央集市广场。

## 历史
新市场广场是该市最古老的广场之一。它是日耳曼人在布雷斯劳建立的第一个定居点，1214年第一次见于记载。15世纪，广场南侧建起聖伯爾納鐸修道院。1732年，广场中央放置巴洛克风格的海神喷泉（Neptunbrunnen）。
第二次世界大战期间，广场下修建了一座掩体，以保护居民。在1945年的布雷斯劳围城战中，广场及其周边地区几乎被完全摧毁，只有两栋建筑在战争中幸存下来，一栋是位于南面的古典主义的市政办公室，另一栋是位于北面的乌利卡·乔德奥瓦角屋。海神喷泉也被摧毁，遗体被掩埋。
20世纪60年代，在新市场广场周围建造了社会主义风格的新住宅，三到四层。
2007年开始规划广场的重新设计。在广场下方的地下停车场建设期间，人们发现了海神喷泉的地基和遗迹。